# Metagonia yucatana
Metagonia yucatana là một loài nhện trong họ Pholcidae. Loài này được phát hiện ở México.